# Thoboki Mohohlo
Thoboki Mohohlo, né le 30 juillet 1990 dans le New Jersey, est un joueur professionnel de squash représentant l'Afrique du Sud. Il atteint en mai 2016 la 131e place mondiale sur le circuit international, son meilleur classement. Il est champion d'Afrique du Sud en 2018.

## Palmarès

### Titres
- Championnats d'Afrique du Sud : 2018